# Kalmar (tidning)
Kalmar var namnet på en dagstidning grundad 1864 i Kalmar och med Kalmar län som täckningsområde. 
Tidningen var en efterföljare av Calmar Posten 1842–1864. Första numret utkom lördagen den 30 juli 1864. Tidningens sista nummer publicerades 22 juni 1918. Sedan gick tidningen samman med Kalmar Läns Tidning (1915-1918) och blev Kalmar/ Kalmar Läns Tidning. Tidningens redaktion gick i bräschen för att staden Calmar skulle byta officiell stavning till Kalmar.

## Redaktion
Redaktionsort för tidningen var hela tiden Kalmar. Tidningens politisk tendens var  frisinnad, liberal, moderat liberal genom åren.
| Period | Ansvarig utgivare                                       | Period                 | Redaktör                |
| 1864-07-04--1869-06-04 | Moqvist; C.J: lektor                                    | 1864-07-30--1869-06-02 | Moqvist, Carl           |
| 1869-06-05--1869-06-15 | Petersson, A.                                           | 1869-06-03--1869-06-12 | Petersson, A.           |
| 1869-06-16--1869-07-17 | Dahm, O. E. L. rektor                                   | 1869-06-13--1869-07-17 | Dahm, O. E. L.          |
| 1869-07-15--1893-08-18 | Gethe, Carl Magnus Ferdinand Erland kunglig sekreterare | 1869-07-18--1893-08-23 | Gethe, Carl             |
| 1893-08-19--1900-09-28 | Johansson, Johan August konsistorienotarien             | 1893-08-24--1893-08-25 | ingen uppgift           |
| 1900-09-29--1905-06-19 | Lundström, Anders Börje redaktören fil kand             | 1893-08-26--1900-09-29 | Johansson, Johan August |
| 1901-11-26--1918-06-21 | Lundström, Anders Börje                                 | 1900-10-01--1905-06-30 | Lundström, Börje        |
| 1905-06-20--1915-10-19 | Ek, Karl Andreas Teodor Andersson                       | 1905-07-01--1915-10-30 | Ek, Karl                |
| 1915-10-20--1918-06-22 | Sandberg, Oskar Antoni redaktören                       | 1915-11-01--1918-06-22 | Sandberg, Oskar A.      |
| Ang EK : Ingen uppgift i tidningen, men Ek var enl. SVP 1910 "red. o. utg. fr. 05 juni". Se även Eks avskedsord i T 1915-11-01. |                                                         |                        |                         |
| Utgivningsbevis för "Södra Möre tidning", vilket var undertitel på tidningen Kalmars fredagsnummer. Anders Börje Lundström      |                                                         |                        |                         |
| Extranummer av tidningen utkom 18 december 1890                                                                                 |                                                         |                        |                         |

Utgivningsfrekvensen var 1864 till 1869 onsdagar och lördagar, sedan tre dagar måndag, onsdag och lördag till 1873 då det blir tisdag, fredag och söndag. 1874 blir lördag åter utgivningsdag istället för söndag annars lika. 1876 blir tidningen 4-dagars med måndag, onsdag, torsdag och lördag som utgivningsdagar. 1883 ändras till fredag istället för torsdag, 1888 blir det bara 2 dagar i veckan onsdag och lördag men redan året efter åter tre dagar måndag, onsdag och lördag och efter 2 år är man tillbaka i 4 dagars utgivning måndag, onsdag, fredag och lördag. Efter samgåendet 1918 blir tidningen sexdagarstidning.
Fullständiga titel var Kalmar, en vecka 5 juni till 12 juni 1869 med titeln "SUPPLEMENT TILL NYA BAROMETERN I KALMAR UTGÖRANDE ERSÄTTNINGSBLAD FÖR KALMAR. 1896 med tillägget Nya Kalmar i titeln men den återgick till Kalmar till 1912. 1912 döps tidningen om till Kalmar Tidning för Kalmar stad  och län.
Under perioden 1901 till 1918 gavs tidningen ut med titeln Kalmar Södra Möres tidning på fredagar. Förklaring i tidningen 4 oktober 1901. Bilagan Ölands Tidning i  3 600 exemplar som gratisbihang fredagar året 1883 enligt B Lundstedt (Sveriges Periodiska litteratur del 3 nr 594)

## Tryckning
Tryckare för tidningen var Otto Westin 1864–1869, sedan  1869–1893 Westinska boktryckeriet, samt 1893 till sista numret 22 juni 1918 Tidningen Kalmars aktiebolags tryckeri, i början med tillägget "f.d. Westinska boktryckeriet". Tidningen trycktes i 4–8 sidor på en satsyta som varierat från storleken 85x59 cm till sista tiden 51x37 cm. Tidningen trycktes bara i svart. Förlaget hette Tidningen Kalmars Aktiebolag 1893-02-03--1918-06-22. Priset för tidningen var första året 3,50 kr och sista året 6,75 kr. Typsnitt var till 1895 antikva och fraktur från 1996 endast antikva. Upplaga för tidningen var till 1877 cirka 600, sedan saknas uppgifter från 1877–1904. Från 1904 års upplaga på 4 300 exemplar växte tidningen till omkring 7 000 år 1918.
Tryckeriutrustning
| Period                 | Tryckeriutrustning                                                                | Kommentar |
| 1856-01-01--1901-09-20 | Snällpress, Eickhoff, drevs med handkraft                                         | Start- och slutdatum osäkra. Avser tidningens föregångare Calmarposten (1842). Tidigare användes "handpressar". Kalmar-Kalmar läns tidning 1927-10-26 |
| 1875-01-01--1901-09-20 | Snällpress samt en gasmotor                                                       | Start- och slutdatum osäkra. Den äldre snällpressen tycks ha använts fortfarande. Kalmar-Kalmar läns tidning 1927-10-26                               |
| 1900-01-03--1915-11-15 | Handsättning                                                                      | Slutdatum ungefärligt. I källan står "november". Kalmar-Kalmar läns tidning 1937-11-27                                                                |
| 1901-09-21--1912-02-20 | Ny stor tryckpress, med möjlighet att trycka niospaltigt                          | Det första niospaltiga numret kom 1901-09-21. Enl. detta meddelas (s.2) att man "i dagarna" fått en ny stor tryckpress. T 1901-12-28                  |
| 1912-02-21--1918-06-22 | Heureka tryckpress (flattrycksrotation?) från Schnellpressenfabrik AG, Heidelberg | Inköpt redan 1911-10-01? Kalmar-Kalmar läns tidning 1937-11-27                                                                                        |
| 1915-11-15--1918-06-22 | Sättmaskin                                                                        | Första sättmaskinen. Startdatum ungefärligt. Kalmar-Kalmar läns tidning 1937-11-27                                                                    |
| 1918-01-01--1918-06-22 | Sättmaskin                                                                        | Andra sättmaskinen. Startdatum ungefärligt. Kalmar-Kalmar läns tidning 1937-11-27                                                                     |
| 1918-01-01--1918-06-22 | Elektrisk motor                                                                   | Startdatum osäkert. Kalmar-Kalmar läns tidning 1927-10-26                                                                                             |